# Kieron Dawson
Pas d'image ? Cliquez ici

a Compétitions nationales et continentales officielles uniquement.

b Matchs officiels uniquement.
Dernière mise à jour le 2 août 2015.
Kieron Dawson, né le 29 janvier 1975 à Bangor en Irlande du Nord, est un joueur de rugby à XV évoluant au poste de troisième ligne. International irlandais de 1997 à 2003, il dispute la coupe du monde 1999. Il évolue avec les London Irish puis l'Ulster.

## Carrière
- 1996-2006 : London Irish  Angleterre

Il a joué en coupe d'Europe (6 matchs) et en Challenge européen (22 matchs) .
- 2006-2007 : Ulster Rugby  Irlande

En 2011, il est nommé entraîner du club anglais de Worthing Rugby Football Club.

## Palmarès
Kieron Dawson compte 21 sélections entre 1998, où il débute le 15 novembre 1997 contre l'équipe de Nouvelle-Zélande et 6 septembre 2003 contre l'Écosse, dont 17 en tant que titulaire, inscrivant dix points, deux essais. Il disputé deux matchs en 1997, un en 1998, deux en 1999, sept en 2000, cinq en 2001, un en 2002 et trois en 2003.
Il participe à trois éditions du Tournoi, le Tournoi des cinq nations 1998, et les tournois des Six Nations 2000 et 2001. Il dispute un total de neuf rencontres, inscrivant un essai. Il dispute deux matchs lors de la coupe du monde 1999, contre la Roumanie et l'Argentine.